# Tyrrell DG016
A Tyrrell DG016 egy Formula–1-es versenyautó, amelyet a Tyrrell csapat tervezett az 1987-es Formula–1 világbajnokságra. Pilótái Jonathan Palmer és Philippe Streiff voltak.

## Áttekintés
Ebben az idényben a DG016-os (melyben a DG megjelölés a főszponzor Data General-ra utal) két bajnoki küzdelemben is részt vett. Küszöbön állt ugyanis a turbómotorok betiltása, és a náluk lassabb szívómotoros autók részére 1987-ben meghirdették az úgynevezett Colin Chapman-kupát. A Tyrrell volt az egyetlen ezen csapatok közül, amely két autót is indított, így hát könnyűszerrel megnyerték ezt a bajnokságot, Jonathan Palmer pedig az egyéni világbajnokság itteni megfelelőjének számító Jim Clark-kupát nyerte el.
De a Formula–1-ben sem szerepeltek rosszul, relatív gyengeségük ellenére. Palmer és Streiff ötször is képesek voltak a pontszerzésre: Palmer Monacóban lett ötödik, Streiff pedig a hazai versenyén, a francia nagydíjon hatodik. Németországban kettős pontszerzést ünnepelhettek, a szezonzáró ausztrál nagydíjon pedig Palmer szerzett egy negyedik helyet. Ennek köszönhetően a konstruktőri bajnokságban a hatodik helyen zártak, megelőzve olyan turbómotoros csapatokat is, mint az Arrows vagy a Brabham.
Az autó jellegzetessége volt a légbeömlő nyílástól az autó hátsó részéig félkörívben hajló motorborítás. Ezt a többi szívómotoros autót használó csapat nem használta: az AGS egy nagyméretű légbeömlő nyílással kísérletezett, a Leyton House March és a Larrousse-Lola pedig egyáltalán nem használtak motorborítást. Később, amikor a turbómotorokat betiltották, a legtöbb csapat a Tyrrell megoldásához hasonlót kezdett el alkalmazni.

## Eredmények
(félkövérrel jelölve a pole pozíció)

### Formula–1 világbajnokság
| Év   | Csapat                    | Motor        | Gumik | Pilóták          | 1   | 2   | 3   | 4   | 5   | 6   | 7   | 8   | 9   | 10  | 11  | 12  | 13  | 14  | 15  | 16  | Pontok | Helyezés |
| ---- | ------------------------- | ------------ | ----- | ---------------- | --- | --- | --- | --- | --- | --- | --- | --- | --- | --- | --- | --- | --- | --- | --- | --- | ------ | -------- |
| 1987 | Data General Team Tyrrell | Cosworth DFZ | G     |                  | BRA | SMR | BEL | MON | DET | FRA | GBR | GER | HUN | AUT | ITA | POR | ESP | MEX | JPN | AUS | 11     | 6.       |
| 1987 | Data General Team Tyrrell | Cosworth DFZ | G     | Jonathan Palmer  | 10  | KI  | KI  | 5   | 11  | 7   | 8   | 5   | 7   | 14  | 14  | 10  | KI  | 7   | 8   | 4   | 11     | 6.       |
| 1987 | Data General Team Tyrrell | Cosworth DFZ | G     | Philippe Streiff | 11  | 8   | 9   | KI  | KI  | 6   | KI  | 4   | 9   | KI  | 12  | 12  | 7   | 8   | 12  | KI  | 11     | 6.       |

### Colin Chapman-kupa
| Év   | Csapat                    | Motor        | Gumik | Pilóták          | 1   | 2   | 3   | 4   | 5   | 6   | 7   | 8   | 9   | 10  | 11  | 12  | 13  | 14  | 15  | 16  | Pontok | Helyezés |
| ---- | ------------------------- | ------------ | ----- | ---------------- | --- | --- | --- | --- | --- | --- | --- | --- | --- | --- | --- | --- | --- | --- | --- | --- | ------ | -------- |
| 1987 | Data General Team Tyrrell | Cosworth DFZ | G     |                  | BRA | SMR | BEL | MON | DET | FRA | GBR | GER | HUN | AUT | ITA | POR | ESP | MEX | JPN | AUS | 169    | 1.       |
| 1987 | Data General Team Tyrrell | Cosworth DFZ | G     | Jonathan Palmer  | 1   | KI  | KI  | 1   | 1   | 2   | 1   | 2   | 1   | 3   | 3   | 2   | KI  | 2   | 1   | 1   | 169    | 1.       |
| 1987 | Data General Team Tyrrell | Cosworth DFZ | G     | Philippe Streiff | 2   | 1   | 2   | KI  | KI  | 1   | KI  | 1   | 2   | KI  | 1   | 3   | 2   | 3   | 2   | KI  | 169    | 1.       |